# Pseudophanerotoma maculosa
Pseudophanerotoma maculosa är en stekelart som beskrevs av Herbert Zettel 1990. Pseudophanerotoma maculosa ingår i släktet Pseudophanerotoma och familjen bracksteklar. Inga underarter finns listade i Catalogue of Life.